# Informatiestress

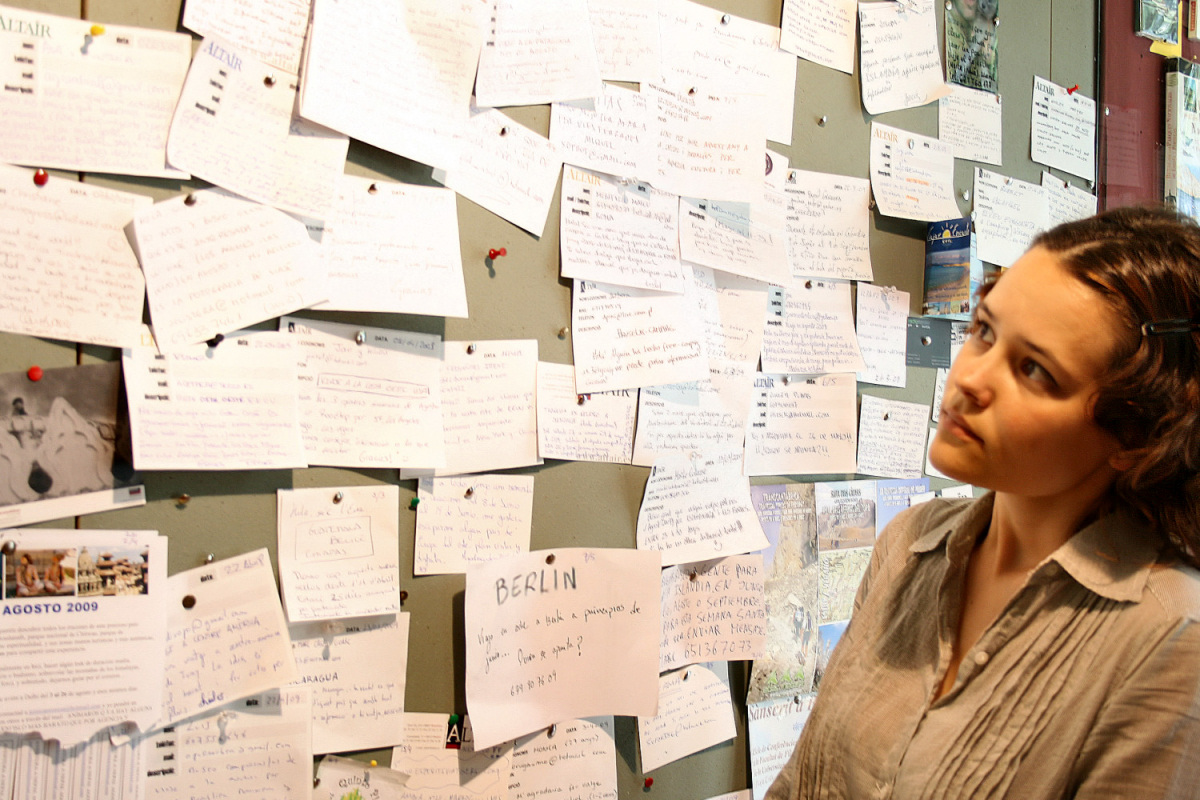
Informatiestress ontstaat door een te grote hoeveelheid informatie

Informatiestress (Engels: information overload) is een vorm van spanning die veroorzaakt wordt door een te grote stroom informatie. Doordat de hersenen een beperkte capaciteit hebben om informatie te verwerken, raakt een persoon bij het binnenkrijgen van te veel informatie verward en krijgt hij moeite om zich langer op een onderwerp te concentreren.
De hoeveelheid informatie neemt steeds meer toe en door de ontwikkelingen in de informatietechnologieën kan men steeds makkelijker en sneller toegang tot deze informatie krijgen. Informatiestress treedt daarom steeds vaker op. In de loop der tijd zijn meerdere termen voor deze vorm van stress in gebruik geraakt, zoals infobesitas en datasmog. Wanneer een persoon zoveel informatie voorgeschoteld krijgt dat hij geen keuzes kan maken, spreekt men van keuzestress.

## Geschiedenis
Al in de vroege geschiedenis spraken schrijvers hun zorgen uit over een teveel aan informatie. De schrijver van het Bijbelboek Prediker schreef al in hoofdstuk 12 vers 12 dat "aan het maken van boeken geen einde komt". In de eerste eeuw van de moderne jaartelling waarschuwde Seneca de Oudere dat "een overvloed van boeken afleiding betekent".
Rond 1440 introduceerde Johannes Gutenberg de boekdrukkunst, waardoor de beschikbare stroom informatie in een hoog tempo toenam. Al snel klaagden scholieren dat de hoeveelheid informatie die zij moesten leren vrijwel niet te onthouden was. In 1755 voorspelde de filosoof Denis Diderot dat er een tijd zal komen waarin er zoveel boeken zijn, dat origineel onderzoek nog minder tijd zou vergen dan het raadplegen van de beschikbare bronnen.

### Onderzoek
De eerste onderzoeker in sociale wetenschappen die de negatieve effecten van te veel informatie beschreef was de socioloog Georg Simmel (1858–1918). Volgens hem raakten stedelingen afgemat door een te grote hoeveelheid van sensaties in de moderne stedelijke wereld. De psycholoog Stanley Milgram (1933–1984) gebruikte de term information overload toen hij een mogelijke verklaring gaf waarom ten minste 38 toeschouwers gedurende dertig minuten niet reageerden toen een vrouw werd neergestoken in New York. Volgens hem zou deze passiviteit te wijten zijn aan hun aangeleerd gedrag om met een teveel aan informatie om te gaan. Sinds de publicatie van Milgrams theorie werd er steeds meer onderzoek gedaan naar de oorzaken van informatiestress.
Wetenschappers hebben ontdekt dat er grenzen bestaan aan de hoeveelheid informatie die een mens tegelijk kan opslaan. Volgens de psycholoog George Armitage Miller, die veel onderzoek pleegde naar het fenomeen, kunnen mensen slechts zeven onderwerpen tegelijk bevatten. Zodra dit getal wordt overschreden, ontstaat er een overload, waardoor de persoon verward raakt en niet meer in staat zal zijn om juiste beslissingen te nemen. Dit werd onder andere geïllustreerd door een experiment met 192 huisvrouwen. Zij moesten kiezen uit een steeds grotere hoeveelheid merken van bepaalde artikelen. De vrouwen raakten echter zodanig verward dat zij steeds slechtere keuzes maakten. David Shenk concludeerde in zijn boek Data Smog — Surviving the Information Glut:

Het overmatige informatieaanbod is een ware bedreiging geworden [...] Wij hebben nu het vooruitzicht op info-vraatzucht en info-overgewicht.
— David Shenk

## Oorzaken
Informatiestress wordt veroorzaakt door een te grote hoeveelheid informatie, of het nu actualiteiten betreft, wetenschappelijk onderzoek of andere zaken. Door de toename van beschikbare informatie en het gemak waarin informatie gereproduceerd kan worden, neemt het aantal informatiekanalen ook toe, zoals internet, boeken, tijdschriften en televisie. Met de toename van informatieverstrekkers stijgt echter de hoeveelheid onbetrouwbare informatie, zodat veel mensen op het internet gaan 'surfen' om verschillende bronnen met elkaar te vergelijken. Richard Saul Wurman beschreef de oorzaak van informatiestress als volgt uit in zijn boek Information Anxiety:

Informatiestress wordt teweeggebracht door de steeds wijder wordende kloof tussen wat wij begrijpen en wat wij denken te moeten begrijpen. Het is het zwarte gat tussen gegevens en kennis, dat ontstaat wanneer informatie ons niet zegt wat wij willen of moeten weten. [...] Lange tijd beseften mensen niet hoeveel zij niet wisten — zij wisten niet wat zij niet wisten. Maar nu weten mensen wat zij niet weten, en dat veroorzaakt stress.
— Richard Saul Wurman

### Internet

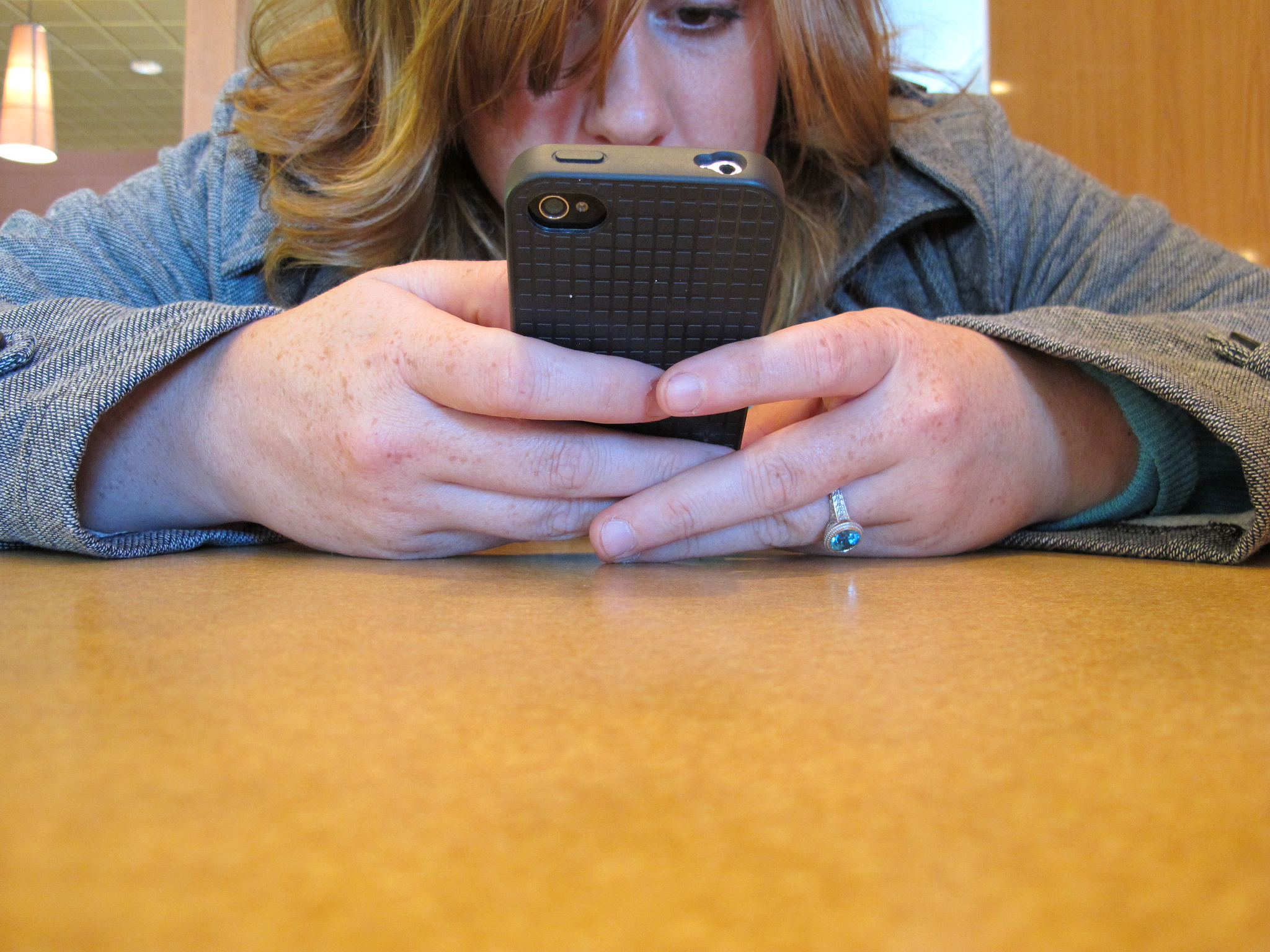
Dankzij het internet en innovaties als smartphones en tablets kan men in een korte tijd toegang krijgen tot een grote hoeveelheid informatie.

In de tweede helft van de 20e eeuw zorgde de uitvinding van het internet voor een enorme toename in de hoeveelheid makkelijk toegankelijke informatie en hoeft men niet langer naar een kiosk voor een krant of naar een boekwinkel. Dankzij smartphones en tablets kan deze informatie zelfs geraadpleegd worden zonder een computer met internetaansluiting.
Bij het raadplegen van het internet wordt een grote hoeveelheid ongevraagde informatie verstrekt, zoals door het raadplegen van RSS-feeds en sociaalnetwerksites en door reclame.

### E-mail
Een andere belangrijke oorzaak van informatiestress zijn e-mails. In 2010 werden elke dag 294 miljoen e-mails verstuurd, ruim 50 miljoen meer dan in 2009. Een groot aantal personen voelt de drang om al deze binnenkomende mails te lezen en er eventueel op te reageren. Een blog op de site van The New York Times beschreef e-mail als "a $650 billion drag on the economy", aangezien veel werknemers dit onder werktijd doen. Door het verwerken van al deze informatie raken veel werknemers verward en slagen ze er vaak niet in om hun aandacht bij hun werk te houden.